# Nexus S
Nexus S là một chiếc điện thoại thông minh được Google và Samsung cùng phát triển, và sản xuất bởi Samsung Electronics, ra mắt vào năm 2010. Nó là chiếc điện thoại thông mình đầu tiên chạy hệ điều hành Android 2.3 "Gingerbread", và cũng là thiết bị Android đầu tiên hỗ trợ giao tiếp NFC ở mức phần cứng lẫn phần mềm.
Đây là lần thứ tư Google hợp tác với nhà sản xuất để sản xuất điện thoại cho riêng họ, các lần trước là Google G1, myTouch and the Nexus One, đều cùng với HTC. Sau Nexus S, điện thoại Android kế tiếp của Google là Galaxy Nexus, phát hành vào năm sau. Tính đến tháng 9 năm 2015, thế hệ điện thoại Nexus hiện tại của Google là Nexus 6P của Huawei và Nexus 5X của LG Electronics.
Nexus S là chiếc điện thoại thông minh thương mại đầu tiên được chứng nhận bởi NASA để bay trên tàu con thoi và được sử dụng trên Trạm vũ trụ Quốc tế, như là một phần của trải nghiệm SPHERES.